# Села-при-Шмарю
Села-при-Шмарю (словен. Sela pri Šmarju) — поселення в общині Гросуплє, Осреднєсловенський регіон, Словенія. Висота над рівнем моря: 343,5 м.